# Dasyatis brevicaudata
Dasyatis brevicaudata е вид хрущялна риба от семейство Dasyatidae. Видът не е застрашен от изчезване.

## Разпространение и местообитание
Разпространен е в Австралия (Виктория, Западна Австралия, Куинсланд, Нов Южен Уелс и Южна Австралия), Мозамбик, Нова Зеландия (Кермадек, Северен остров, Чатъм и Южен остров) и Южна Африка.
Обитава крайбрежията и пясъчните дъна на полусолени водоеми, морета, заливи, рифове и реки в райони с умерен климат. Среща се на дълбочина от 5 до 197,5 m, при температура на водата от 12,1 до 28,2 °C и соленост 34,3 – 36 ‰.

## Описание
На дължина достигат до 4,3 m.